# SkyShowtime
SkyShowtime je evropská SVOD streamovací služba vlastněná společnostmi Comcast a Paramount Global. Služba byla spuštěna 20. září 2022. Zahrnuje produkci společností Universal, DreamWorks, Sky, Nickelodeon, Showtime a Paramount Pictures a také obsah z dalších zahraničních streamovacích platforem, jmenovitě Peacock a Paramount+.

## Historie
V srpnu 2021 Comcast oznámil dohodu s Paramount Global o spuštění společné streamovací služby s názvem SkyShowtime, která by spojovala pořady obou společností. Služba má být dostupná ve 22 evropských zemích.
Služba získala plné schválení regulačními orgány v únoru 2022.

## Programová nabídka
Nabídka SkyShowtime zahrnuje materiály od mnoha značek, které jsou součástí společností, které ji provozují. Mezi poskytovatele programů patří:
- Universal
- DreamWorks
- Sky
- Peacock
- Nickelodeon
- Showtime
- Paramount+
- Paramount Pictures

## Aktivace
| Datum zahájení    | Země                |
| ----------------- | ------------------- |
| 20. září 2022     | Dánsko              |
| 20. září 2022     | Finsko              |
| 20. září 2022     | Norsko              |
| 20. září 2022     | Švédsko             |
| 25. října 2022    | Nizozemsko          |
| 25. října 2022    | Portugalsko         |
| 14. prosince 2022 | Bosna a Hercegovina |
| 14. prosince 2022 | Bulharsko           |
| 14. prosince 2022 | Chorvatsko          |
| 14. prosince 2022 | Slovinsko           |
| 14. prosince 2022 | Černá Hora          |
| 14. prosince 2022 | Srbsko              |
| 14. února 2023    | Španělsko           |
| 14. února 2023    | Andorra             |
| 14. února 2023    | Slovensko           |
| 14. února 2023    | Maďarsko            |
| 14. února 2023    | Kosovo              |
| 14. února 2023    | Severní Makedonie   |
| 14. února 2023    | Polsko              |
| 14. února 2023    | Česko               |
| 14. února 2023    | Rumunsko            |
| 14. února 2023    | Albánie             |